# Otiothops curua
Otiothops curua är en spindelart som beskrevs av Brescovit, Bonaldo och Humberto de Souza Barreiros 2007. Otiothops curua ingår i släktet Otiothops och familjen Palpimanidae. Inga underarter finns listade i Catalogue of Life.